# Ocotea minor
Ocotea minor är en lagerväxtart som beskrevs av A. Vicentini. Ocotea minor ingår i släktet Ocotea och familjen lagerväxter. Inga underarter finns listade i Catalogue of Life.